# Barbezières
Barbezières település Franciaországban, Charente megyében. Lakosainak száma 137 fő (2022. január 1.). Barbezières Lupsault, Oradour, Ranville-Breuillaud, Verdille és Chives községekkel határos.

## Népesség
A település népessége az elmúlt években az alábbi módon változott:
| Lakosok száma | 200  | 167  | 147  | 128  | 123  | 125  | 125  | 126  | 130  | 137  |
|               | 1968 | 1982 | 1999 | 2006 | 2011 | 2015 | 2017 | 2018 | 2020 | 2022 |